# Richmond (Londyn)
Richmond – okręg w Londynie, w borough Richmond upon Thames. Znajduje się w południowo-zachodniej części miasta. Formalnie jest częścią Wielkiego Londynu od 1965 roku.